# 佩尔 (匈牙利)
佩尔，是匈牙利杰尔-莫雄-肖普朗州所辖的一个村。总面积31.48平方公里，总人口2330，人口密度74.0人/平方公里（2011年1月1日）。